# Jon Allie
Jon Allie (Sturgeon Bay Wisconsin, 27 oktober 1981) is een professioneel Amerikaans skateboarder.

## Huidige Sponsoren
- Zero Skateboards
- Independant Trucks
- C1RCA Footwear & Apparel
- Active Mailorder.

## Video's
Jon is in zijn carrière als skateboarder verschenen in meerdere video's:
- 2006 - C1RCA - It's Time
- 2005 - Zero - New Blood
- 2004 - Thrasher - King Of The Road 2004
- 2002 - Zero - New Blood